# Thyanta perditor
Thyanta perditor är en insektsart som först beskrevs av Fabricius 1794.  Thyanta perditor ingår i släktet Thyanta och familjen bärfisar. Inga underarter finns listade i Catalogue of Life.